# Холодная война (альбом)
«Холодная война» — дебютный студийный альбом проекта «Лёд 9», участников группы «25/17», вышедший 25 октября 2011 года.
Название, Лёд 9, было взято из романа Курта Воннегута — «Колыбель для кошки».
Холодная война идёт внутри человека и человечества и никогда не заканчивается. Все мы – герои или жертвы этих сражений, даже если не подозреваем об этом. Последствия военных действий – вокруг нас. И если твоё сердце превратится в лёд, всё будет ещё хуже.

Больше всего хранимого храни сердце твоё, потому что из него источники жизни. (Притчи 4:23)

## Список композиций
| №   | Название                            | Музыка | Длительность |
| --- | ----------------------------------- | ------ | ------------ |
| 1.  | «Вкл пульт»                         |        | 1:06         |
| 2.  | «Лёд девять»                        | Ант    | 1:35         |
| 3.  | «Ад холода» (уч. Константин Кинчев) | Ант    | 2:29         |
| 4.  | «Котята один»                       | Ант    | 3:22         |
| 5.  | «Лишь бы не было войны»             | Ант    | 2:19         |
| 6.  | «Точильный камень» (уч. MC 1.8)     | Ант    | 2:53         |
| 7.  | «Ещё хуже»                          | Ант    | 2:43         |
| 8.  | «Сторож»                            | Ант    | 2:36         |
| 9.  | «Котята два» (уч. Захар Прилепин)   | Ант    | 2:58         |
| 10. | «Революция» (уч. MC 1.8)            | Ант    | 3:17         |
| 11. | «Мёд»                               | Ант    | 3:33         |
| 12. | «Всадник»                           | Ант    | 2:36         |
| 13. | «Пульт выкл»                        |        | 1:14         |

## Участники записи
- Музыка: Ант
- Текст: Бледный (2-12), MC 1.8 (6, 10), Захар Прилепин (4, 9)
- Сведение и мастеринг: DJ Navvy
- Оформление: Андрей Давыдовский

## Рецензии
Тексты Бледного звучат гармонично и правильно. И пусть Андрея считают ЗОЖистом и националистом – в данном случае он рассуждает о проблемах человеческого бытия во многом глубже чем обычно, а в чём-то даже шире. Всадник и поражаемый им змей, люди в рясах и люди с лампасами, черти и  Всевышний – антитезы остаются характерными.
«Лед 9» устами Бледного глаголит о человеческих слабостях и пишет достаточно пасмурную картину, не внушающую надежды. Строки и биты «Холодной войны» здорово слушаются на ходу, в движении. Рефреном через весь альбом проходит зомбирующее «Лёд-9», в памяти слушателя оседает «главная мантра» - «Лишь бы не было войны».
— Юрий Фишер (ProRap.Ru)
Вспоминая ранние работы тогда ещё Иезекииля, и то как на них Бледному очень хотелось что-то прокричать - а что именно, он не знал, "Холодную войну" воспринимаешь как его лучшее сольное творение. Дневник матерого зверя, который знает, что загнан, который понял, что вся эта война с людьми с их ружьями, флажками и оптическими прицелами бесполезна и глупа. Но не бороться не может, а значит, будет бороться максимально хорошо. И песни тут сделаны максимально хорошо. Бьют в цель, говорят по делу, звучат как будто передаются по радио города Зиона. "Ад холода", "Лишь бы не было войны", "Ещё хуже", "Сторож" - их авторам можно гордиться собой без капли скромности.
— Руслан Муннибаев (Rap.Ru)
Альбом начинается со знаменитого спича из «Бойцовского клуба», где наше «второе я» Тайлер Дерден объясняет диспозицию: «Мы — побочные дети истории, у нас нет цели, нет места, нет никакой великой войны, нет великой депрессии». Но если Дердена влечёт эрос и танатос, то для Бледного самосовершенствование — не просто фигура речи.
Да, можно какие-то выводы и ориентиры пластинки оглушённо принять за наивные лозунги. Тем более, когда за мудрость сегодня зачастую выдают инфантильное стремление избежать ответственности. Мир в трактовке Бледного со товарищи — пространство, наполненное опасностью, зона боевых действий.
— Андрей Смирнов (Завтра) декабрь 2011
Омский дуэт, исполняющий идейный почвеннический хип-хоп с выраженной гражданской позицией, вдруг ударился в воннегутовский (смотрите название их проекта) сюрреализм. При этом не потеряли ни драйва, ни напора, ни социальности. По музыке «Холодная война» - хип-хоп старой школы, как это выражение понимали бы люди, выросшие не в Нью-Йорке, а в Сибири (представьте, например, что Beastie Boys  в своих песнях вместо Slayer засемплировали Гражданскую оборону).
— Николай Редькин (Billboard) № 12 (50) декабрь 2011
В рецензии еженедельной студенческой газете «УниверCITY Томск» была отмечена «острая социальная направленность текстов» альбома, получившего оценку 5/5 с вердиктом: «К прослушиванию обязательно даже тем, кто не ценит такую музыку»; лучшими треками были названы «Ад холода», «Лишь бы не было войны», «Ещё хуже», «Сторож» и «Мёд».

## Интересные факты
- В альбоме не записано ни одного «живого» инструмента. Это полностью электронный альбом[4].
- При создании альбома Бледный и Ант вдохновлялись творчеством таких людей как: Егор Летов и группа «Гражданская оборона», Янка Дягилева, Роман Неумоев и группа «Инструкция по выживанию», Курт Воннегут, Густав Майринк, Клайв Баркер, Чак Паланик, Дэвид Финчер, Тед Котчефф, Джон Карпентер, Ричард Доннер, Дэвид Чейз, Аллен Коултер[5].
  - Трек «Точильный камень» записан по мотивам рассказа Густава Майринка «Звон в ушах».
  - Трек «Всадник» записан по мотивам рассказа Клайва Баркера «Полночный поезд с мясом».
  - В интро (Вкл пульт) были использованы вставки из таких фильмов: «Бойцовский клуб», «Рэмбо: Первая кровь», «Чужие среди нас»[6].
  - А в аутро (Пульт выкл) — «Теория заговора», «Клан Сопрано», «Чужие среди нас»
- Катализатор треков проекта Лёд 9 — фрагменты песен групп «Гражданская оборона», «Инструкция по выживанию» и Янки Дягилевой[7]:
  - «Лёд девять» — «Против»
  - «Ад холода» — «Про дурачка»
  - «Котята один» — «Тоталитаризм»
  - «Лишь бы не было войны» — «Посвящение А. Кручёных»
  - «Точильный камень» — «Нюркина песня»
  - «Ещё хуже» — «Лоботомия»
  - «Сторож» — «В каждом доме»
  - «Котята два» — «Дитё»
  - «Революция» — «Ядовит и огнеопасен»
  - «Мёд» — «Бабочки сверкают»
  - «Всадник» — «Все как у людей»
- Текст трека «Мёд» написан в 2005 году, доработан в 2011 при записи альбома.
- Идея трека «Революция» — параноик и буйный готовят переворот в больнице, уговаривая и подбадривая друг друга, — появилась в 2002 году.
- Текст трека «Котята» был написан Бледным в сотрудничестве с Захаром Прилепиным по электронной почте. Каждый писал по строчке по очередности.